# Bart van Rooij
Bart van Rooij (Escharen, 26 mei 2001) is een Nederlands voetballer die bij voorkeur als rechtsback speelt. In augustus 2024 nam FC Twente hem voor een bedrag van rond de 1 miljoen euro over van N.E.C., waar hij in 2010 in de jeugd kwam en in 2018 doorbrak in het betaald voetbal.  

## Carrière

### N.E.C.
Bart van Rooij speelde tot 2010 in de jeugd van SV Estria, en sindsdien voor de jeugdopleiding van N.E.C. In 2018 tekende hij een contract tot medio 2021 bij N.E.C. Hij debuteerde voor N.E.C. op 22 februari 2019, in de met 5-0 gewonnen thuiswedstrijd tegen Almere City FC. Hij kwam in de 83e minuut in het veld voor Guus Joppen. In het seizoen 2019/20 begon hij als tweede rechtsback achter Terry Lartey Sanniez. In de zesde speelronde kreeg Van Rooij voor het eerst een basisplaats en die gaf hij niet meer weg.
In het seizoen 2020/21 werd Rogier Meijer hoofdtrainer van N.E.C. en hij zag een belangrijke rol weggelegd voor backs Van Rooij en Souffian El Karouani. Beide kregen een aanvallendere rol toebedeeld. Op 16 oktober 2020 scoorde hij zijn eerste doelpunt voor de club, in de met 1-4 gewonnen uitwedstrijd tegen Jong FC Utrecht. Op 23 mei 2021 promoveerde Van Rooij met N.E.C. naar de Eredivisie, door in de finale van de play-offs NAC Breda met 1-2 te verslaan. Dat seizoen speelde Van Rooij alle wedstrijden, en miste hij maar elf minuten dat hele seizoen. Bovendien was hij goed voor drie goals en vier assists. In de halve finale van de play-offs tegen Roda JC scoorde Van Rooij bovendien een schitterende openingstreffer, waarna N.E.C. met 3-0 won. Na de promotie verlengde Van Rooij zijn contract tot de zomer van 2023. 
Op 29 april 2022 speelde Van Rooij zijn honderdste wedstrijd voor N.E.C. Met zijn 20 jaar, 11 maanden en 3 dagen was hij een van de jongste spelers die dat aantal haalde voor N.E.C. Hij miste in zijn eerste Eredivisieseizoen slechts één wedstrijd door ziekte en speelde verder 33 keer negentig minuten. Ook in de eerste helft van het seizoen 2022/23 miste hij geen minuut. Op 31 maart 2023 maakten Van Rooij en N.E.C. dat het aflopende contract van de rechtsback met twee seizoenen was verlengd, tot de zomer van 2025.
In november 2023 deed hij twee keer wat hij in zijn vorige twee seizoenen in de Eredivisie nog niet had gedaan: scoren. Eerst in de beker tegen Roda JC Kerkrade, vervolgens in de competitie tegen FC Twente. In december scoorde hij tegen PEC Zwolle zelfs zijn derde goal van het seizoen. Op 21 februari 2024 stond hij na drie weken blessureleed in de basis tijdens de bekerfinale tegen Feyenoord, dat met 0-1 won. In de extra tijd viel Van Rooij opnieuw uit met een hamstringblessure. 
Hij was weer fit voor het nieuwe seizoen, waarin hij tegen FC Twente direct goed was voor zijn eerste assist, op de gelijkmaker van Kodai Sano, hoewel N.E.C. die wedstrijd uiteindelijk zou verliezen. In diezelfde periode toonde Twente zich bovendien geïnteresseerd in de rechtsback, die in totaal 170 wedstrijden speelde voor N.E.C. en daarin goed was voor zeven goals en vijftien assists.  

### FC Twente
Op 23 augustus 2024 werd bekend dat Van Rooij voor 1 miljoen euro de overstap maakte naar FC Twente, waar hij een contract tekende voor vier seizoenen tot de zomer van 2028. Op 1 september maakte hij tegen FC Utrecht zijn debuut voor FC Twente. Later die maand maakte hij tegen Manchester United zijn debuut in de Europa League. Hij viel positief op in die wedstrijd, met zijn werklust en een solo die hij startte vanuit eigen helft die uiteindelijk leidde tot de 1-1 van Sam Lammers. Op 15 december maakte hij in een 2-0 overwinning op FC Groningen zijn eerste doelpunt voor FC Twente. 

## Statistieken
| Seizoen                   | Club           | Competitie     | Competitie | Competitie | Beker | Beker | Overig | Overig | Totaal | Totaal |
| Seizoen                   | Club           | Competitie     | Wed.       | Dlp.       | Wed.  | Dlp.  | Wed.   | Dlp.   | Wed.   | Dlp.   |
| ------------------------- | -------------- | -------------- | ---------- | ---------- | ----- | ----- | ------ | ------ | ------ | ------ |
| 2018/19                   | N.E.C.         | Eerste divisie | 1          | 0          | 0     | 0     | –      | –      | 1      | 0      |
| 2019/20                   | N.E.C.         | Eerste divisie | 24         | 0          | 0     | 0     | –      | –      | 24     | 0      |
| 2020/21                   | N.E.C.         | Eerste divisie | 38         | 3          | 2     | 0     | 3      | 1      | 43     | 4      |
| 2021/22                   | N.E.C.         | Eredivisie     | 33         | 0          | 2     | 0     | –      | –      | 35     | 0      |
| 2022/23                   | N.E.C.         | Eredivisie     | 33         | 0          | 3     | 0     | –      | –      | 36     | 0      |
| 2023/24                   | N.E.C.         | Eredivisie     | 24         | 2          | 5     | 1     | –      | –      | 29     | 3      |
| 2024/25                   | N.E.C.         | Eredivisie     | 2          | 0          | 0     | 0     | –      | –      | 2      | 0      |
| 2024/25                   | FC Twente      | Eredivisie     | 34         | 1          | 2     | 0     | 10     | 0      | 46     | 1      |
| Carrièretotaal            | Carrièretotaal | Carrièretotaal | 189        | 6          | 14    | 1     | 13     | 1      | 216    | 8      |
| Bijgewerkt op 23 mei 2025 |                |                |            |            |       |       |        |        |        |        |

## Interlandcarrière
Van Rooij speelde interlands voor het Nederland onder 18 Nederland onder 19. Hij maakte op 5 september 2018 voor de onder 18 zijn debuut tegen Engeland, waar hij tegenover Bukayo Saka stond. Hij speelde in totaal vier interlands voor de onder 18.
Op 6 september 2019 maakte hij tegen Italië onder 19 zijn debuut voor de onder 19. Hij gaf direct een assist op de 2-2 van Joshua Zirkzee. In totaal speelde hij vijf keer voor de onder 19. 
| Jeugdinterlands van Bart van Rooij voor Nederland | Jeugdinterlands van Bart van Rooij voor Nederland | Jeugdinterlands van Bart van Rooij voor Nederland | Jeugdinterlands van Bart van Rooij voor Nederland | Jeugdinterlands van Bart van Rooij voor Nederland | Jeugdinterlands van Bart van Rooij voor Nederland |
| №                                                 | Datum                                             | Wedstrijd                                         | Uitslag                                           | Competitie                                        | Goalcontributies                                  |
| ------------------------------------------------- | ------------------------------------------------- | ------------------------------------------------- | ------------------------------------------------- | ------------------------------------------------- | ------------------------------------------------- |
|                                                   |                                                   |                                                   |                                                   |                                                   |                                                   |
| Nederland onder 18                                |                                                   |                                                   |                                                   |                                                   |                                                   |
| 1                                                 | 5 september 2018                                  | Engeland – Nederland                              | 3 – 0                                             | Vriendschappelijk                                 |                                                   |
| 2                                                 | 7 september 2018                                  | Frankrijk – Nederland                             | 0 – 0                                             | Vriendschappelijk                                 |                                                   |
| 3                                                 | 11 oktober 2018                                   | Tsjechië – Nederland                              | 1 – 2                                             | Vriendschappelijk                                 |                                                   |
| 4                                                 | 22 maart 2019                                     | Nederland – Italië                                | 2 – 0                                             | Vriendschappelijk                                 |                                                   |
| Nederland onder 19                                |                                                   |                                                   |                                                   |                                                   |                                                   |
| 1                                                 | 6 september 2019                                  | Italië – Nederland                                | 2 – 2                                             | Vriendschappelijk                                 | Assist                                            |
| 2                                                 | 10 september 2019                                 | Nederland – Portugal                              | 4 – 0                                             | Vriendschappelijk                                 |                                                   |
| 3                                                 | 11 oktober 2019                                   | Letland – Nederland                               | 2 – 8                                             | EK-kwalificatie                                   |                                                   |
| 4                                                 | 14 oktober 2019                                   | Israël – Nederland                                | 0 – 2                                             | EK-kwalificatie                                   |                                                   |
| 5                                                 | 19 november 2019                                  | Nederland – Mexico                                | 3 – 3                                             | Vriendschappelijk                                 |                                                   |